# Saverio Papandrea

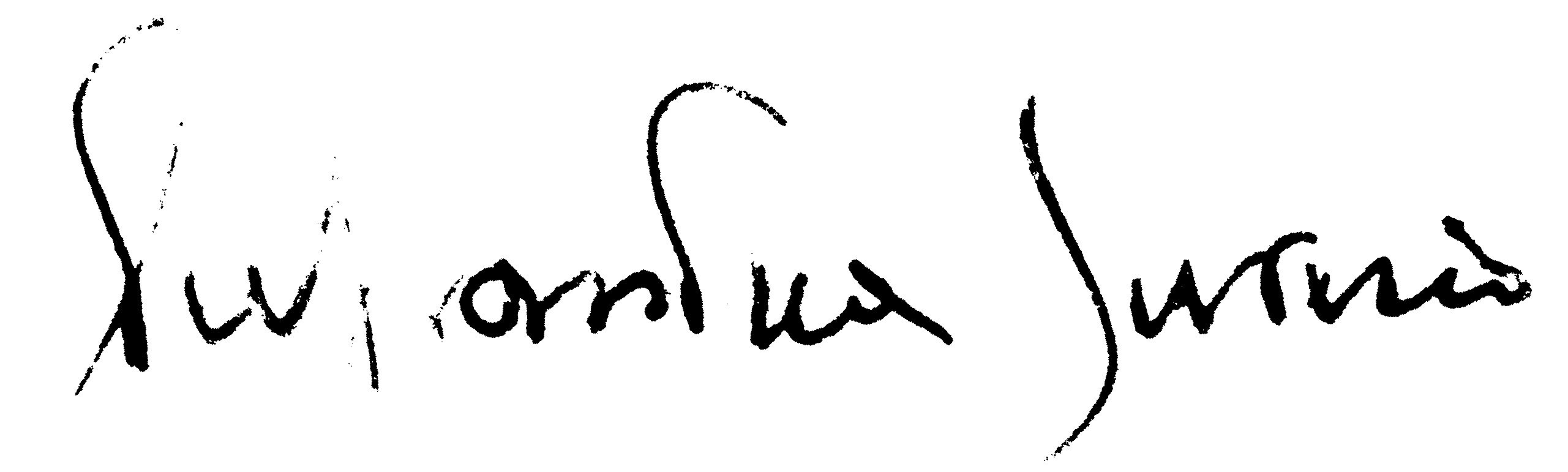
Firma di Saverio Papandrea

Saverio Papandrea (Vibo Valentia, 7 novembre 1920 – Forno Canavese, 9 dicembre 1943) è stato un partigiano italiano, medaglia d'oro al valor militare.

## Biografia

Torino: Saverio Papandrea (il primo a destra) insieme a due commilitoni

La difficile situazione economica della sua famiglia l'aveva costretto ad interrompere gli studi di Giurisprudenza all'Università di Napoli. Papandrea aveva così trovato lavoro nell'amministrazione comunale della città partenopea.
L'impiego era però durato poco. Chiamato alle armi nel 1943, Papandrea era stato ammesso a frequentare i corsi della Scuola allievi ufficiali di Spoleto. Qui si trovava al momento dell'armistizio. Non potendo tornare in Calabria, raggiunse in Piemonte le prime formazioni partigiane, che avrebbero poi dato vita alla II Divisione Garibaldi. Il giovane allievo ufficiale fu inquadrato nella 18ª Brigata Garibaldi che, dopo la sua morte, avrebbe assunto proprio il nome di "Saverio Papandrea". Cadde a Forno Canavese, durante un massiccio rastrellamento che per tre giorni investì la zona. Gli è stata conferita la medaglia d'oro al valor militare alla memoria.
A Saverio Papandrea l'Università di Napoli, nel maggio del 1946, ha conferito la laurea "ad honorem" in Giurisprudenza. Al nome del giovane partigiano sono state intitolate strade a Catanzaro e a Forno Canavese.